# Quartet (альбом Ultravox)
| Оценки критиков  | Оценки критиков |
| Источник         | Оценка          |
| ---------------- | --------------- |
| Allmusic         | [ 1 ]           |
| Robert Christgau | C               |
| Rolling Stone    | [ 3 ]           |
| Smash Hits       | [ 4 ]           |

Quartet — шестой альбом британской рок-группы новой волны Ultravox, выпущенный в 1982 году. Альбом занял шестое место в чарте Великобритании, 13-е место в Германии и Швеции, а также единственный раз за всю историю группы — заняв 61-е место в США. Альбом стал золотым, получив сертификацию BPI в декабре 1982, купленный более 100 тыс. экземпляров.

## История записи
В качестве продюсера для записи альбома Ultravox пригласили Джорджа Мартина, наиболее известного работой с группой Битлз

## Список композиций
Все композиции написаны Миджом Юром,Билли Карри, Крис Кроссом, Уорреном Канном.

### Оригинальный релиз (CDL 1394)
Сторона А 
1. «Reap the Wild Wind» – 3:49
2. «Serenade» – 5:05
3. «Mine for Life» – 4:44
4. «Hymn» – 5:46

 Сторона B 
1. «Visions in Blue» – 4:38
2. «When the Scream Subsides» – 4:17
3. «We Came to Dance» – 4:14
4. «Cut and Run» – 4:18
5. «The Song» (We Go) – 3:56

### 1998 CD ре-релиз (7243 4 96823 2 0)
1. «Reap the Wild Wind» – 3:49
2. «Serenade» – 5:05
3. «Mine for Life» – 4:44
4. «Hymn» – 5:46
5. «Visions in Blue» – 4:38
6. «When the Scream Subsides» – 4:17
7. «We Came to Dance» – 4:14
8. «Cut and Run» – 4:18
9. «The Song»(We Go) – 3:56
10. «Hosanna (In Excelsis Deo)» – 4:21 (bonus track)
11. «Monument» – 3:16 (bonus track)
12. «Break Your Back» – 3:27 (bonus track)
13. «Overlook» – 4:04 (bonus track)

### 2009 Ремастированное полное издание (B001OD6HFO)
Disc 1
1. «Reap the Wild Wind» – 3:49
2. «Serenade» – 5:05
3. «Mine for Life» – 4:46
4. «Hymn» – 5:49
5. «Visions in Blue» – 4:40
6. «When the Scream Subsides» – 4:16
7. «We Came to Dance» – 4:13
8. «Cut and Run» – 4:17
9. «The Song (We Go)» – 3:59

Disc 2
1. «Reap the Wild Wind» (Extended 12" Version) – 4:45
2. «Hosanna (In Excelsis Deo)» (б-сайд сингла Reap the Wild Wind) – 4:21
3. «Monument» (сторона Б синглаHymn) – 3:14
4. «The Thin Wall (Live)» (б-сайд Hymn 12") – 5:54
5. «Break Your Back» (б-сайд сингла Visions in Blue) – 3:25
6. «Reap the Wild Wind» (Live) – 4:04
7. «We Came to Dance» (Extended 12" Version) – 7:35
8. «Overlook» (сторона Б сингла We Came to Dance) – 4:03
9. «The Voice» (Fanclub Flexi-disc Version) (Live) – 4:36
10. «Serenade» (Special Remix) – 6:03
11. «New Europeans» (Live) – 4:18
12. «We Stand Alone» (Live) – 5:35
13. «I Remember (Death in the Afternoon)» (Live) – 6:25

- Трек 4 записан живьём в концертном зале Hammersmith Odeon, 17 октября 1981.
- Треки 6, 9, 11-13 записаны живьём в концертном зале Hammersmith Odeon, 5 декабря 1982.

## Участники записи
1. Мидж Юр — ведущий вокал, гитара
2. Крис Кросс — бас-гитара, ситезатор, бэк-вокал
3. Билли Карри — клавишные, скрипка
4. Уоррен Канн — ударные, бэк-вокал

Дополнительный персонал
1. Джордж Мартин — продюсирование
2. Джефф Эмерик — инженер
3. Джон Якобс — ассистент инженера
4. Питер Сэвилл — дизайн обложки

## Дополнительные факты
- Западные критики обратили внимание на последовательность аккордов хита «Hymn», схожую с гармоничной последовательностью гимна СССР.
- Название «Hymn» переводится как «церковный гимн». Мидж Юр этой песней имитирует стиль Библейских псалмов. Сингл вышел в конверте с изображением масонских символов — циркуля и угломера.
- «Hymn» стал № 11 в Британии и одним из самых известных хитов Ultravox в СССР.